# McDonnell Douglas DC-9
McDonnell Douglas DC-9 – wąskokadłubowy odrzutowy samolot pasażerski średniego zasięgu. Jest to pierwszy model z dużej rodziny tych samolotów stworzonych przez firmę McDonnell Douglas przejętą później przez Boeing Company.

## Historia
Tuż po połączeniu Douglas Aircraft Company z McDonnell Aircraft Corporation w 1963 roku firma uruchomiła projekt. Celem było stworzenie samolotu pasażerskiego średniego zasięgu, mniejszego niż poprzedni czterosilnikowy DC-8. Pierwszego oblotu dokonano 25 lutego 1965 roku.
Pierwszym odbiorcą nowego samolotu były linie lotnicze Delta Airlines.
DC-9 produkowany był w sześciu wersjach:
- DC-9-10
- DC-9-15 – najwcześniejsze i najmniejsze (wraz z DC-9-10) ze wszystkich modeli; miały 27 metrów długości i maksymalną masę 41 ton oraz silniki Pratt & Whitney JT8D.
- DC-9-20 – charakteryzowały się ulepszonymi skrzydłami i silnikami o zwiększonej mocy; wyprodukowano niewiele egzemplarzy.
- DC-9-30 – weszły do użytku w 1967 roku; miały wydłużony o 4,5 m kadłub, wyprodukowano 662 egzemplarze DC-9-30, w 2002 roku około 380 wycofano z komercyjnego użycia, przerabiając je na wojskowe samoloty do transportu rannych C-9 Nightingale.
  - VC-9 – specjalna wersja DC-9-30 przeznaczona do transportu VIP-ów służąca w USAF od 1976 roku.
- DC-9-40 – weszły do służby w skandynawskich liniach lotniczych (Scandinavian Airlines System – SAS) w marcu 1968; miały kadłub jeszcze bardziej wydłużony – o 2 m w stosunku do poprzednich wersji. Kabina mogła pomieścić 125 pasażerów. Wyprodukowano łącznie 71 sztuk tej wersji, z czego 40 miało wymienione silniki na Pratt & Whitney o podniesionej mocy.
- DC-9-50 – największe z floty DC-9; dzięki kadłubowi wydłużonemu o 2,5 m mogły zabrać 139 pasażerów, do eksploatacji weszły w sierpniu 1975 roku.

W 1983 r., na bazie DC-9 Super 80 powstał McDonnell Douglas MD-80.

## Wojskowi operatorzy DC-9
Włochy, Kuwejt, Stany Zjednoczone (Air Force, Marine Corps, Navy).

## Niektórzy cywilni operatorzy DC-9
DHL, Northwest, USA jet, Aero california, Aeropostal, Aserca, Dinar Lineas Aeras, 1 time, Legend airlines, TWA, Olympia Aviation, UM Air, Iberia, Ameristar Air Cargo, AMC Airlines (Egypt).
Samoloty DC-9 i DC-10 w latach 1978-1979 były planowane do zakupu przez Polskie Linie Lotnicze „Lot”. Początkowo McDonnell Douglas był zainteresowany zakupem wyłącznie polskich obrabiarek od firmy Polish-American Machinery Corporation (Polamco). Z czasem wyrażono zainteresowanie sprzedażą samolotów dla Polski. Planowany był offset na polski węgiel i miedź. Wytwórca McDonnell Douglas zapewnił, że w razie zakupu, PLL „Lot” uzyska prawo do lądowania w Chicago, co byłoby bardzo korzystne dla Polski z racji licznej Polonii w Chicago. Przygotowano wizualizację DC-9 w barwach „Lotu” oraz porównanie wszystkich danych DC-10 z samolotem Ił-62. Katastrofa samolotu DC-10 w 1979 roku negatywnie odbiła się na postrzeganiu tego samolotu i ostatecznie z tego powodu nie doszło do sprzedaży samolotów DC-9 i DC-10 do Polski.

## Produkcja
Następcy konstrukcji DC-9 to jedyne samoloty, których produkcja została utrzymana po przejęciu firmy przez Boeinga. Model oznaczony MD-95 był produkowany pod nazwą Boeing 717 w fabryce Boeinga w Long Beach do 2006 roku.
| Wersja   | Suma | 1982 | 1981 | 1980 | 1979 | 1978 | 1977 | 1976 | 1975 | 1974 | 1973 | 1972 | 1971 | 1970 | 1969 | 1968 | 1967 | 1966 | 1965 |
| -------- | ---- | ---- | ---- | ---- | ---- | ---- | ---- | ---- | ---- | ---- | ---- | ---- | ---- | ---- | ---- | ---- | ---- | ---- | ---- |
| DC-9-10  | 113  |      |      |      |      |      |      |      |      |      |      |      |      |      |      | 10   | 29   | 69   | 5    |
| DC-9-10C | 24   |      |      |      |      |      |      |      |      |      |      |      |      |      |      | 4    | 20   |      |      |
| DC-9-20  | 10   |      |      |      |      |      |      |      |      |      |      |      |      |      | 9    | 1    |      |      |      |
| DC-9-30  | 585  | 8    | 10   | 13   | 24   |      | 1    | 12   | 16   | 21   | 21   | 17   | 42   | 41   | 97   | 161  | 101  |      |      |
| DC-9-30C | 30   |      |      |      |      | 1    |      | 6    |      |      |      | 4    | 1    | 3    | 5    | 7    | 3    |      |      |
| DC-9-30F | 6    |      |      |      |      |      |      |      |      |      |      |      |      |      | 4    | 2    |      |      |      |
| DC-9-40  | 71   |      |      |      | 5    | 6    | 3    | 2    | 4    | 27   |      | 3    | 2    | 7    | 2    | 10   |      |      |      |
| DC-9-50  | 96   |      | 5    | 5    | 10   | 15   | 18   | 28   | 15   |      |      |      |      |      |      |      |      |      |      |
| C-9A     | 21   |      |      |      |      |      |      |      |      |      |      | 8    | 1    |      | 5    | 7    |      |      |      |
| C-9B     | 17   | 2    | 1    |      |      |      |      | 2    | 4    |      | 8    |      |      |      |      |      |      |      |      |
| VC-9C    | 3    |      |      |      |      |      |      |      | 3    |      |      |      |      |      |      |      |      |      |      |
| Suma     | 976  | 10   | 16   | 18   | 39   | 22   | 22   | 50   | 42   | 48   | 29   | 32   | 46   | 51   | 122  | 202  | 153  | 69   | 5    |

## Modele

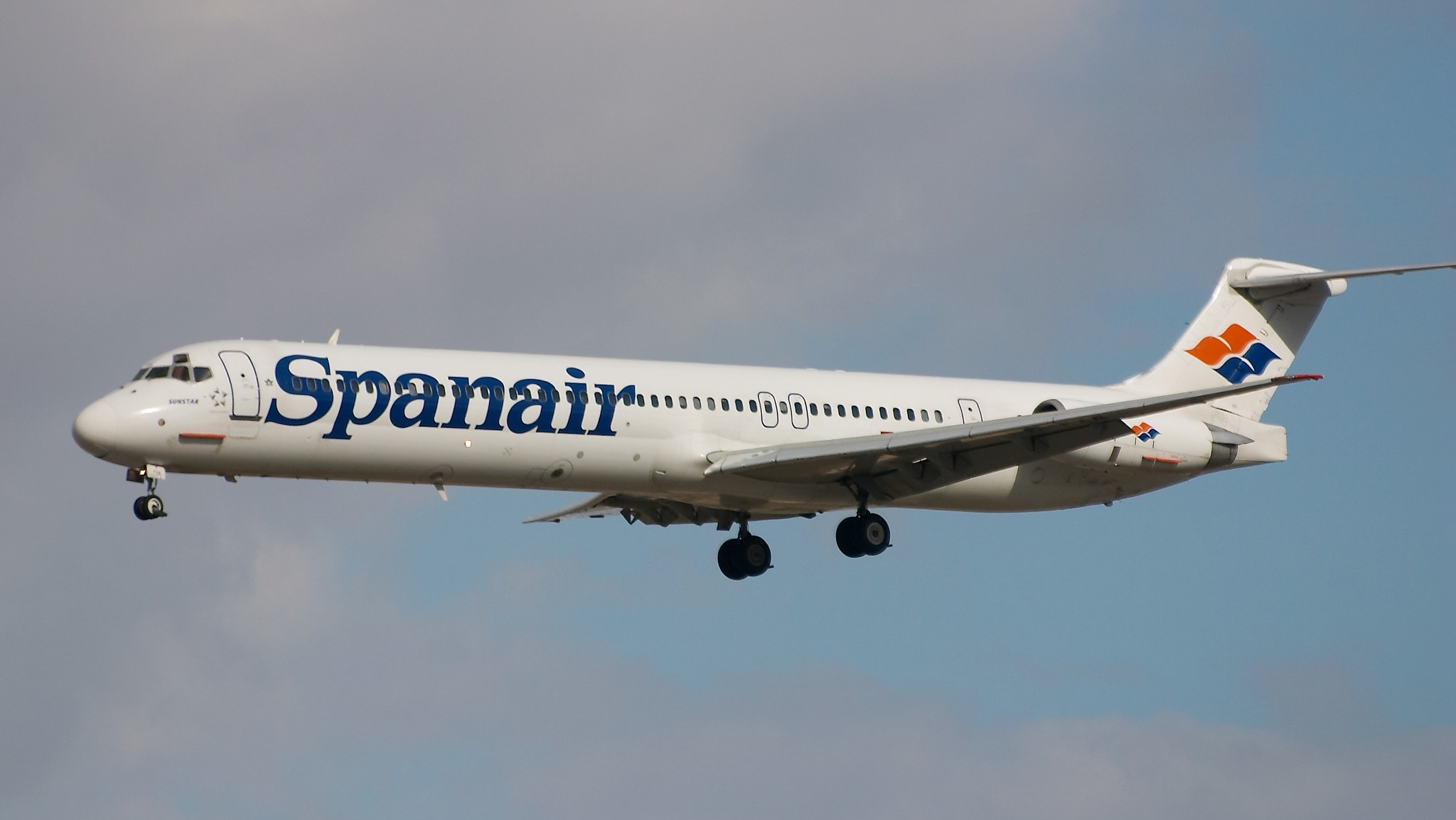
MD-83

- DC-9
- MD-80
- MD-81
- MD-82
- MD-83
- MD-87
- MD-88
- MD-90
- MD-95/Boeing 717

### Dane modeli
|                            | DC-9-10                | DC-9-21                | DC-9-30                 | DC-9-40                 | DC-9-50                 |
| Liczba pasażerów (1 klasa) | 90                     | 90                     | 115                     | 125                     | 139                     |
| Masa startowa              | 41 100 kg              | 44 500 kg              | 49 900 kg               | 51 700 kg               | 54 900 kg               |
| Zasięg                     | 2 340 km (1 265 Mm)    | 3 430 km (1 850 Mm)    | 3 030 km (1 635 Mm)     | 3 120 km (1 685 Mm)     | 3 030 km (1 635 Mm)     |
| Prędkość przelotowa        | 903 km/h (561 węzłów)  | 896 km/h (557 węzłów)  | 917 km/h (570 węzłów)   | 917 km/h (561 węzłów)   | 898 km/h (558 węzłów)   |
| Długość                    | 31,82 m                | 31,82 m                | 36,37 m                 | 38,28 m                 | 40,72 m                 |
| Rozpiętość skrzydeł        | 27,25 m                | 28,47 m                | 28,47 m                 | 28,47 m                 | 28,47 m                 |
| Wysokość                   | 8,38 m                 | 8,38 m                 | 8,38 m                  | 8,38 m                  | 8,38 m                  |
| Typ silnika                | Pratt & Whitney JT8D-5 | Pratt & Whitney JT8D-9 | Pratt & Whitney JT8D-15 | Pratt & Whitney JT8D-15 | Pratt & Whitney JT8D-17 |

|                            | MD-81                    | MD-82/-88                   | MD-83                    | MD-87                     | MD-90-30ER                       |
| Liczba pasażerów (1 klasa) | 172                      | 172                         | 172                      | 139                       | 172                              |
| Masa startowa              | 64 000 kg                | 67 800 kg                   | 72 600 kg                | 64 000 kg                 | 70 760 kg                        |
| Zasięg                     | 2 900 km (1 570 Mm)      | 3 800 km (2 050 Mm)         | 4 600 km (2 500 Mm)      | 4 400 km (2 400 Mm)       | 4 425 km (2 750 Mm)              |
| Prędkość przelotowa        | 811 km/h (504 Mm\h)      | 811 km/h (504 Mm\h)         | 811 km/h (504 Mm\h)      | 811 km/h (504 Mm\h)       | 812 km/h (504 Mm\h)              |
| Długość                    | 45,1 m (147 ft 8 in)     | 45,1 m                      | 45,1 m                   | 39,7 m                    | 46,5 m                           |
| Rozpiętość skrzydeł        | 32,8 m                   | 32,8 m                      | 32,8 m                   | 32,8 m                    | 32,87 m                          |
| Wysokość                   | 9,05 m                   | 9,05 m                      | 9,05 m                   | 9,3 m                     | 9,4 m                            |
| Typ silnika                | Pratt & Whitney JT8D-209 | Pratt & Whitney JT8D-217A/C | Pratt & Whitney JT8D-219 | Pratt & Whitney JT8D-217C | International Aero Engines V2500 |

## MD-80

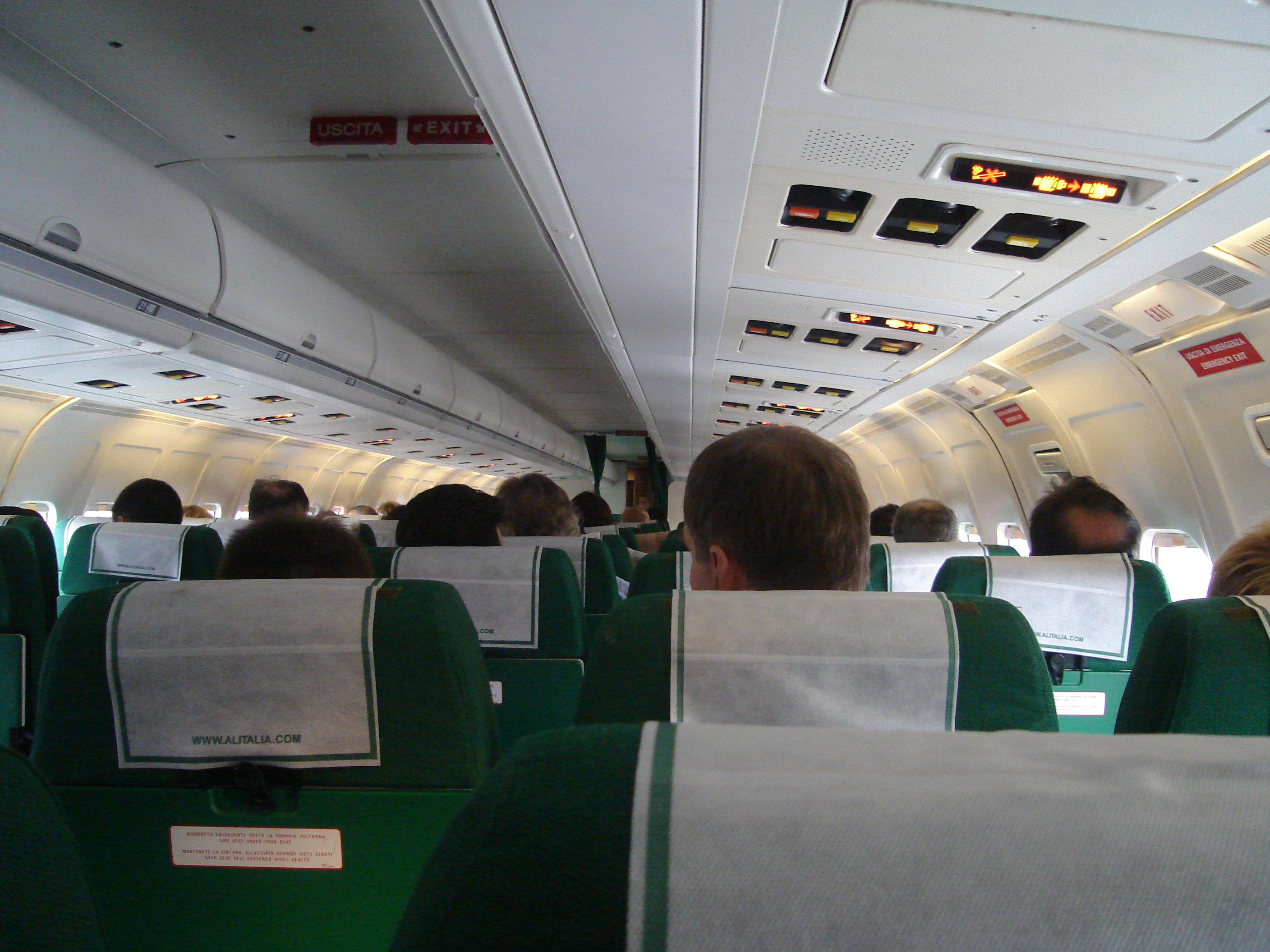
Wnętrze samolotu MD-82 (I-DACS) linii Alitalia

MD-80 to następna generacja rodziny DC-9:MD-80/81/82/83/88 i skrócona wersja MD-87.
Oryginalnie zaprojektowana jako DC-9 Super 80. Pierwsze modele z serii MD-80 powstały na początku lat osiemdziesiątych. Odbiorcami były głównie American Airlines, Alitalia i Delta AirLines. Produkcja serii MD-80 została zakończona w 1999 roku.

## MD-95

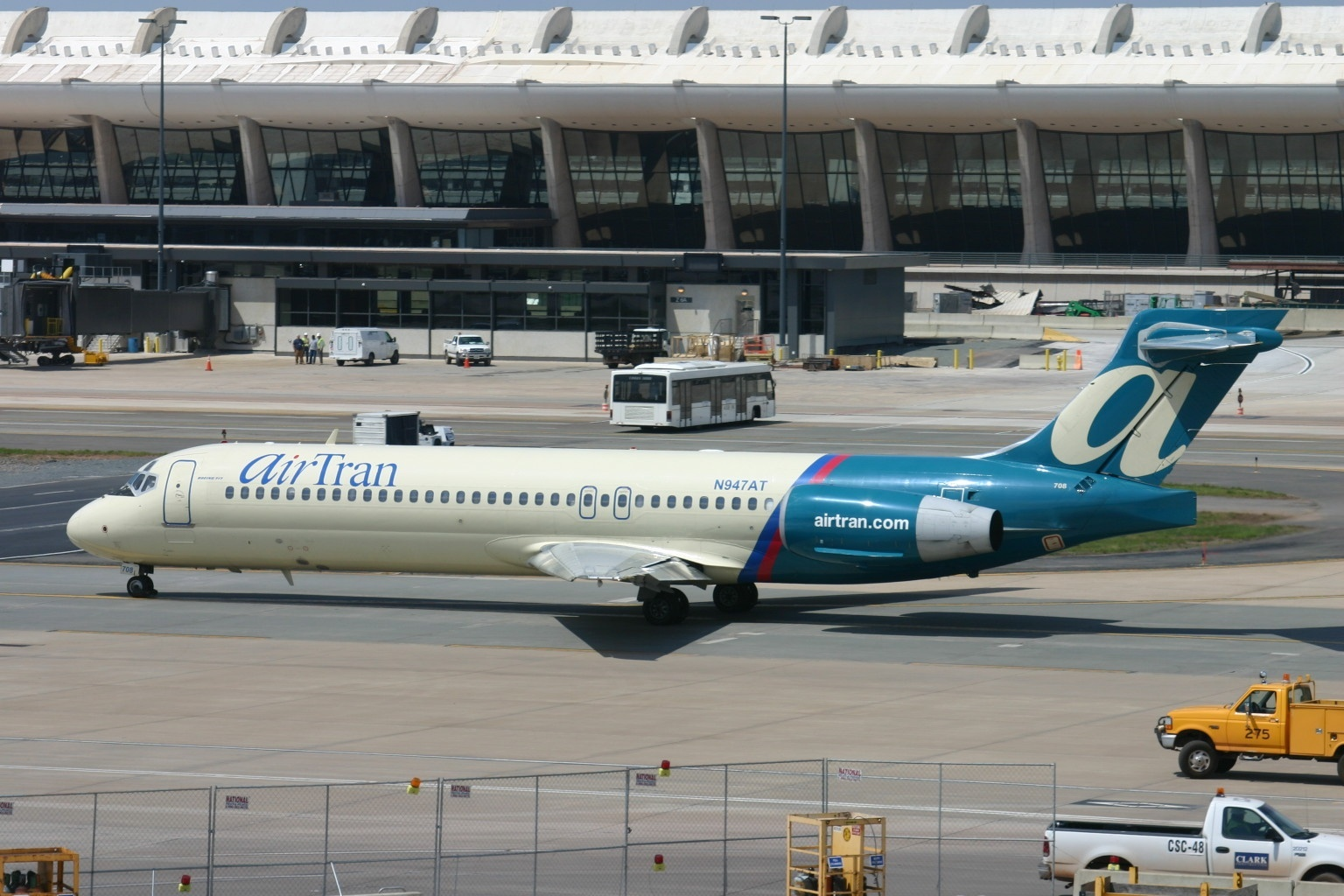
MD-95/Boeing 717

McDonnell Douglas po raz pierwszy poinformował o MD-95 na Paryskich Pokazach Lotniczych w czerwcu 1991 roku. W tym czasie firma zakładała początek programu na koniec 1991 roku i pierwszy lot w czerwcu 1994 roku. Plan ten okazał się niemożliwy do zrealizowania i program ruszył dopiero w październiku 1995 roku, kiedy to linia ValuJet (później AirTran Airlines, obecnie część Southwest Airlines) zamówiła 50 sztuk z opcją zakupu kolejnych 50 egzemplarzy.

## Boeing 717
W styczniu 1998 (już po przejęciu McDonnell Douglas w 1997 roku) Boeing Company zaprezentował model 717-200, którego pierwszy lot odbył się 2 września 1998 roku. Maszyna uzyskała certyfikat 1 września 1999 roku i wkrótce potem 23 września dostarczono pierwsze egzemplarze do AirTran Airlines.

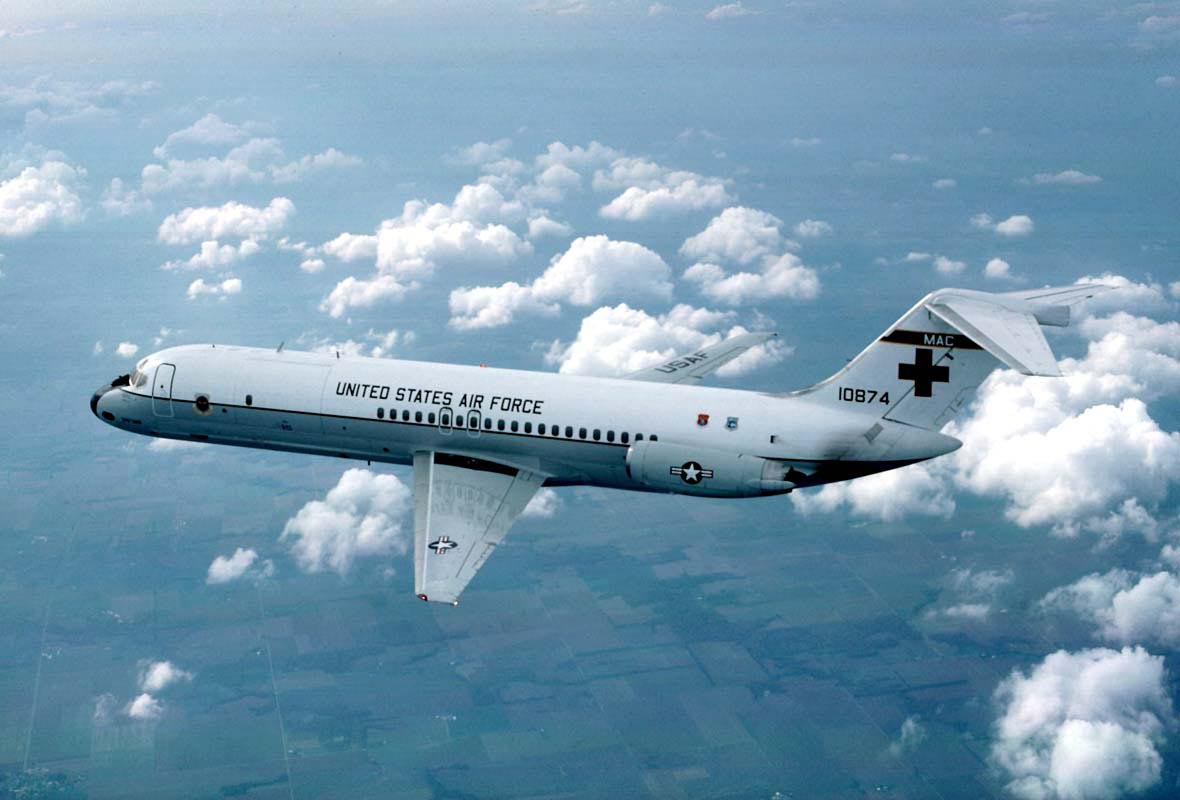
C-9 Nightingale